# Ring Virus
Pour plus de détails, voir Fiche technique et Distribution.
Ring Virus (링, Ring) est un film sud-coréen réalisé par Kim Dong-bin, sortie en 1998.  
Il s'agit du remake du film japonais Ring de Hideo Nakata sorti en 1998. 

## Synopsis
Une journaliste enquête sur l'existence d'une cassette vidéo et les morts mystérieuses qui arrivent à ceux qui la visionnent.

## Fiche technique
- Titre : Ring Virus
- Titre original : 링 (Ring)
- Réalisation : Kim Dong-bin
- Scénario : Kim Dong-bin, d'après un roman de Koji Suzuki
- Production : Mauricio Dortona
- Musique : Il Won
- Photographie : Mauricio Dortona et Hwang Chul-hyun
- Montage : Mauricio Dortona
- Pays d'origine : Corée du Sud
- Langue : coréen
- Format : Couleurs - 1,85:1 - Dolby Digital - 35 mm
- Genre : Horreur
- Durée : 108 minutes
- Date de sortie : 12 juin 1999 (Corée du Sud)

## Distribution
- Shin Eun-kyung : Sun-ju
- Bae Doona : Eun-suh
- Jeong Jin-yeong : Choi Yeol
- Lee Seung-hyeon
- Kim Chang-wan
- Kim Ggoch-ji
- Yu Yeon-su